# Kilungius
Kilungius – niewielki rodzaj kosarzy z podrzędu Laniatores i rodziny Epedanidae. Gatunkiem typowym jest Kilungius bimaculatus.

## Systematyka
Opisano dotąd zaledwie 2 gatunki z tego rodzaju:
- Kilungius bimaculatus Roewer, 1915
- Kilungius insulanus (Hirst, 1911)